# Santiago Urrutia
Santiago Urrutia, vagy teljes nevén Santiago Urrutia Lausarot (Miguelete, 1996. augusztus 30. –) uruguayi autóversenyző. Korábban versenyzett a GP3-ban, az Indy Lightsban, a TCR Európa-kupában és a Túraautó-világkupában is.

## Pályafutása

### A kezdetek
Mindössze 3 éves volt, amikor elkezdte motorsport karrerjét a nagyapja farmján motorkrosszozással, azonban egy esés következtében a szülei hitelt vettek fel, hogy vehessenek egy gokartot, amivel 5 évesen kezdett el versenyezni. Később Portugáliában indult a gokart világbajnokságon, olyan nevek ellen, mint Charles Leclerc, Alexander Albon, Esteban Ocon és Max Verstappen.

### Formula Abarth
Autóversenyzői pályafutását Európában folytatta 2011-ben a Formula Abarth szériában. 2012-ben futamokat nyert és az összetett bajnokság 4. helyén végzett 207 ponttal. A szezon során három futamgyőzelmet szerzett.

### Formula–3 Open Európa-bajnokság
2013-ban a holland RP Motorsport színeiben debütált a sorozatban, ahol debütáló évében 191 ponttal, valamint 2 futamgyőzelemmel a 4. helyen végzett a tabellán.

### GP3

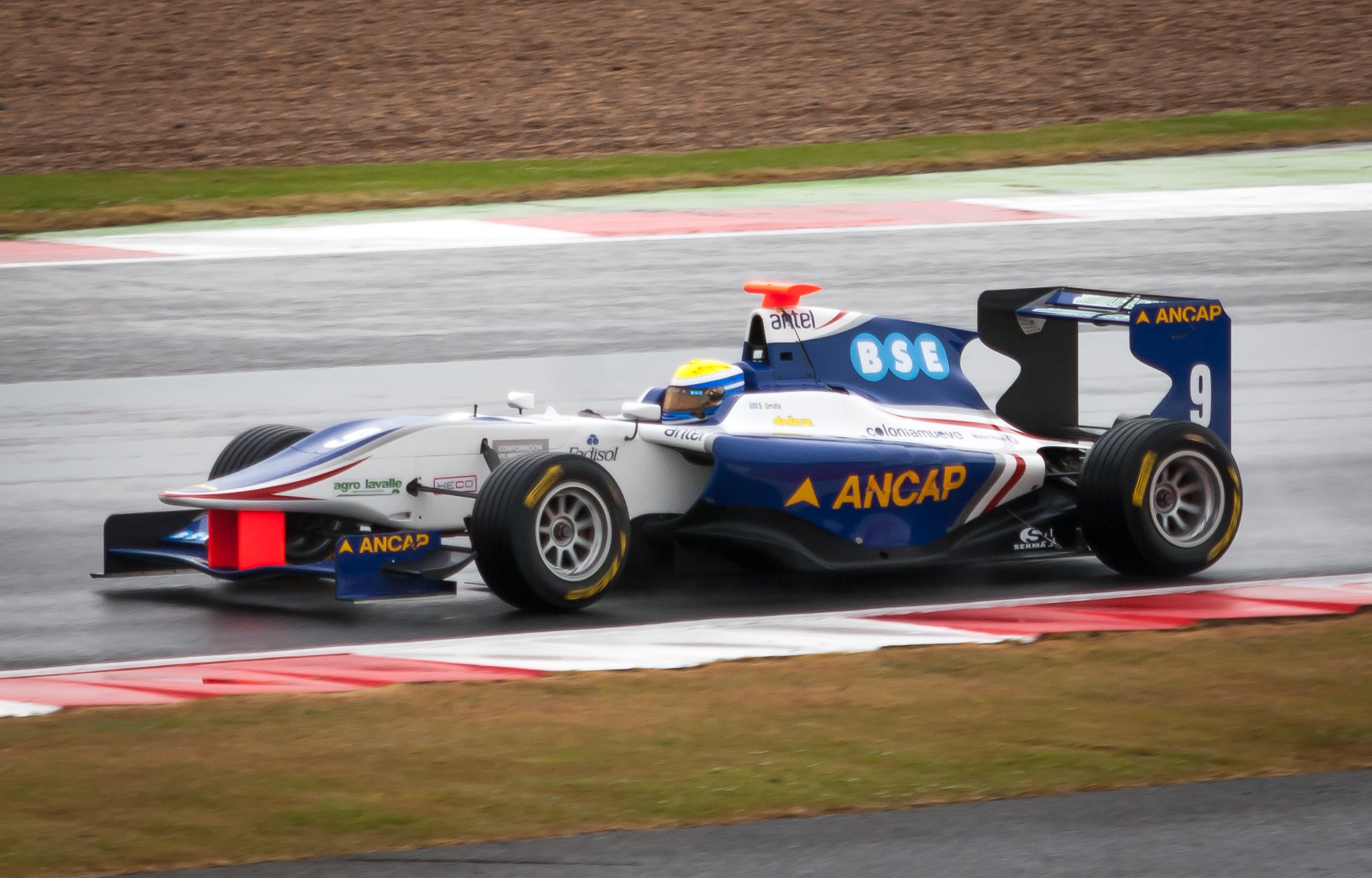
Urrutia a Koiranen GP GP3-as autójában

A következő esztendőben a GP3 sorozatba szerződött. A szezonban Koiranen GP-vel vett részt, kimagasló eredményeket nem sikerült elérnie, így az idény végén távozott a szériából és pályafutását Amerikában folytatta.

### Pro Mazda
2015-ben a Pro Mazda szériában folytatta pályafutását a Team Pelfrey színeiben. 3 győzelmet valamint 10 dobogót szerzett és az esztendő végén a széria bajnoki címét is bezsebelte.

### Indy Lights

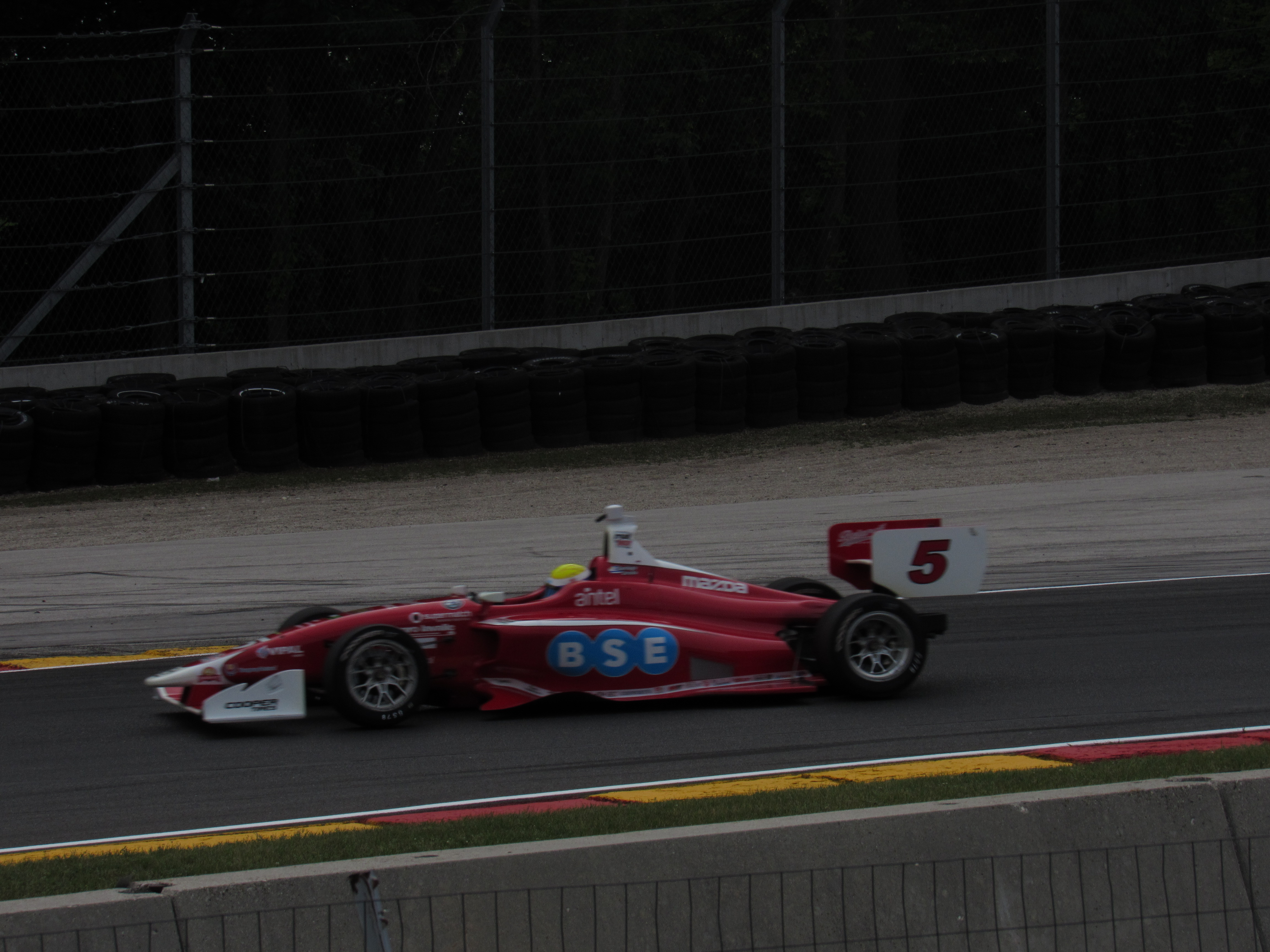
a 2018-as Indy Lights-szezon Road America-i hétvégéjén

2016-ban az IndyCar sorozat nevelőszériájába az Indy Lights-ba szerződött a Schmidt Peterson Motorsporthoz. A szezon során Ed Jones-szal küzdött a bajnoki címért, a szezon végére 361 pontot gyűjtött, amivel mindössze 2 ponttal maradt le a bajnoki címről. Azonban első évében a sorozatban 4 győzelmet is szerzett. 2017-re csapatot váltott és a Belardi Auto Racing csapatával szállt harcba a bajnoki címért. Ezúttal is második lett az összetett tabellán, ezúttal Kyle Kaiser mögött. 310 pontot és két futamgyőzelmet szerzett. 2018-ban a harmadik évét kezdte meg a sorozatban. Az év során sikerült kiegyensúlyozott teljesítményt nyújtania, ennek ellenére azonban az év végén az előző két szezonhoz képest egyet hátrébb lépett a tabellán és 395 gyűjtött pontjával bajnoki bronzérmes pozícióban zárta az évet Patricio O’Ward és Colton Herta mögött.

### TCR Európa-kupa
2019-ben a TCR Európa-kupában versenyzett a belga Team WRT Audi RS 3 LMS TCR versenyautójával. Ekkor teljesített először túraautóval teljes versenyszezont. Újoncként sokak meglepetésére ismét kiegyensúlyozott teljesítményt nyújtott, a tizennégy versenyből tízen sikerült a pontszerzők között végeznie, kétszer pedig dobogóra is állhatott így 234 pontjával végül Josh Files és Julien Briché mögött a harmadik helyen végzett a szezon végén.

### Túraautó-világkupa
2020. július 28-án hosszas várakozás után a Lynk & Co WTCR csapata bejelentette, hogy az uruguayi lesz a negyedik versenyzőjük a szériában. Csapattársa a 2017-es világbajnok Thed Björk lett.

## Eredményei

### Karrier összefoglaló
| Szezon | Bajnokság                            | Csapat                      | Verseny | Győzelem | Pole | Leggyorsabb kör | Dobogós helyezés | Pont | Helyezés |
| ------ | ------------------------------------ | --------------------------- | ------- | -------- | ---- | --------------- | ---------------- | ---- | -------- |
| 2011   | Formula Abarth Olasz-bajnokság       | Island Motorsport           | 2       | 0        | 0    | 0               | 0                | 4    | 18.      |
| 2011   | Formula Abarth Európa-bajnokság      | Island Motorsport           | 4       | 0        | 0    | 0               | 0                | 5    | 21.      |
| 2012   | Formula Abarth Európa-bajnokság      | BVM                         | 24      | 3        | 1    | 3               | 11               | 207  | 4.       |
| 2012   | Formula Abarth Olasz-bajnokság       | BVM                         | 18      | 3        | 1    | 3               | 9                | 158  | 4.       |
| 2013   | Formula–3 Open Európa-bajnokság      | RP Motorsport               | 16      | 2        | 1    | 3               | 8                | 191  | 4.       |
| 2014   | GP3                                  | Koiranen GP                 | 18      | 0        | 0    | 0               | 0                | 0    | 23.      |
| 2015   | Pro Mazda                            | Team Pelfrey                | 16      | 3        | 2    | 0               | 10               | 355  | 1.       |
| 2016   | Indy Lights                          | Schmidt Peterson Motorsport | 18      | 4        | 3    | 3               | 7                | 361  | 2.       |
| 2017   | Indy Lights                          | Belardi Auto Racing         | 16      | 2        | 1    | 3               | 9                | 310  | 2.       |
| 2018   | Indy Lights                          | Belardi Auto Racing         | 17      | 2        | 1    | 0               | 8                | 395  | 3.       |
| 2019   | TCR Európa-kupa                      | Team WRT                    | 14      | 0        | 0    | 1               | 2                | 234  | 3.       |
| 2019   | TCR BeNeLux                          | Team WRT                    | 10      | 0        | 0    | 1               | 4                | 237  | 4.       |
| 2020   | WTCR                                 | Cyan Performance Lynk & Co  | 16      | 1        | 2    | 1               | 5                | 169  | 6.       |
| 2020   | Formula Regionális Amerika-bajnokság | HMD Motorsports             | 2       | 0        | 0    | 0               | 1                | 15   | 15.      |
| 2021   | WTCR                                 | Cyan Performance Lynk & Co  | 16      | 2        | 0    | 0               | 5                | 167  | 5.       |
| 2021   | Dél-amerikai TCR-bajnokság           | PMO Motorsport              | 4       | 2        | 1    | 1               | 3                | 85   | 8.       |
| 2022   | WTCR                                 | Cyan Performance Lynk & Co  | 8       | 2        | 1    | 1               | 4                | 137  | 8.       |
| 2022   | Dél-amerikai TCR-bajnokság           | PMO Motorsport              | 3       | 0        | 1    | 0               | 1                | 76   | 20.      |
| 2022   | TC2000                               | Chevrolet YPF               | 1       | 0        | 0    | 0               | 1                | -    | -        |
| 2022   | Turismo Nacional - Clase 3           | Lusqtoff Racing             | 1       | 0        | 0    | 0               | 0                | -    | -        |
| 2023   | TCR World Tour                       | Cyan Racing Lynk & Co       | 20      | 3        | 1    | 3               | 5                | 283  | 8.       |
| 2023   | TCR Európa-kupa                      | Cyan Racing Lynk & Co       | 6       | 1        | 0    | 0               | 2                | 0    | Hn†      |
| 2023   | Olasz TCR-bajnokság                  | Cyan Racing Lynk & Co       | 2       | 0        | 0    | 0               | 0                | 0    | Hn†      |
| 2023   | Dél-amerikai TCR-bajnokság           | Cyan Racing Lynk & Co       | 4       | 1        | 1    | 1               | 1                | 0    | Hn†      |
| 2023   | Ausztrál TCR-bajnokság               | Cyan Racing Lynk & Co       | 6       | 1        | 0    | 1               | 1                | 0    | Hn†      |
| 2023   | Stock Car Pro Series                 | Scuderia Chiarelli          | 2       | 0        | 0    | 0               | 0                | 0    | 38th     |
| 2024   | TCR World Tour                       | Cyan Racing Lynk & Co       | 14      | 0        | 2    | 0               | 3                | 220  | 7.       |
| 2024   | Olasz TCR-bajnokság                  | Cyan Racing Lynk & Co       | 2       | 0        | 0    | 0               | 0                | 0    | Hn†      |

* A szezon jelenleg is zajlik.
† Vendégpilótaként nem volt jogosult a pontszerzésre.

### Teljes GP3-as eredménysorozata
(Táblázat értelmezése)

(Félkövér: pole-pozícióból indult; dőlt: leggyorsabb kört futott) 

| Év   | Csapat      | 1          | 2          | 3          | 4          | 5          | 6          | 7          | 8          | 9          | 10         | 11         | 12         | 13         | 14         | 15         | 16         | 17         | 18         | Helyezés | Pont |
| ---- | ----------- | ---------- | ---------- | ---------- | ---------- | ---------- | ---------- | ---------- | ---------- | ---------- | ---------- | ---------- | ---------- | ---------- | ---------- | ---------- | ---------- | ---------- | ---------- | -------- | ---- |
| 2014 | Koiranen GP | ESP FEA 21 | ESP SPR 13 | AUT FEA 16 | AUT SPR 12 | GBR FEA Ki | GBR SPR 14 | GER FEA 22 | GER SPR 18 | HUN FEA 12 | HUN SPR Ki | BEL FEA 13 | BEL SPR 18 | ITA FEA Ki | ITA SPR 15 | RUS FEA 14 | RUS SPR 12 | UAE FEA 11 | UAE SPR 12 | 23.      | 0    |

### Teljes Pro Mazda eredménylistája
| Év   | Csapat       | 1     | 2     | 3     | 4     | 5     | 6     | 7     | 8     | 9     | 10     | 11    | 12    | 13    | 14    | 15    | 16    | 17    | Helyezés | Pont |
| ---- | ------------ | ----- | ----- | ----- | ----- | ----- | ----- | ----- | ----- | ----- | ------ | ----- | ----- | ----- | ----- | ----- | ----- | ----- | -------- | ---- |
| 2015 | Team Pelfrey | STP 2 | STP 4 | LOU 1 | LOU T | BAR 3 | BAR 2 | IMS 4 | IMS 3 | IMS 1 | LOR 15 | TOR 7 | TOR 4 | IOW 5 | MOH 1 | MOH 3 | LAG 2 | LAG 2 | 1.       | 355  |

### Teljes Indy Lights eredménysorozata
| Év   | Csapat                      | 1      | 2      | 3      | 4      | 5     | 6     | 7      | 8       | 9      | 10    | 11    | 12     | 13    | 14    | 15    | 16     | 17    | 18    | Helyezés | Pont |
| ---- | --------------------------- | ------ | ------ | ------ | ------ | ----- | ----- | ------ | ------- | ------ | ----- | ----- | ------ | ----- | ----- | ----- | ------ | ----- | ----- | -------- | ---- |
| 2016 | Schmidt Peterson Motorsport | STP 4  | STP 13 | PHX 4  | ALA 11 | ALA 1 | IMS 2 | IMS 2  | INDY 14 | RDA 9  | RDA 1 | IOW 5 | TOR 4  | TOR 4 | MDO 1 | MDO 1 | WGL 12 | LAG 5 | LAG 2 | 2.       | 361  |
| 2017 | Belardi Auto Racing         | STP 13 | STP 2  | ALA 15 | ALA 13 | IMS 7 | IMS 2 | INDY 5 | RDA 2   | RDA 11 | IOW 2 | TOR 3 | TOR 11 | MDO 1 | MDO 2 | GMP 1 | WGL 2  |       |       | 2.       | 310  |
| 2018 | Belardi Auto Racing         | STP 2  | STP 1  | ALA 3  | ALA 5  | IMS 2 | IMS 4 | INDY 4 | RDA 4   | RDA 7  | IOW 3 | TOR 2 | TOR 1  | MDO 6 | MDO 4 | GTW 4 | POR 4  | POR 3 |       | 3.       | 395  |

### Teljes TCR Európa-kupa eredménysorozata
| Év   | Csapat   | Autó              | 1   | 1   | 2   | 2   | 3   | 3   | 4   | 4   | 5   | 5   | 6   | 6   | 7   | 7   | Helyezés | Pont |
| ---- | -------- | ----------------- | --- | --- | --- | --- | --- | --- | --- | --- | --- | --- | --- | --- | --- | --- | -------- | ---- |
| 2019 | Team WRT | Audi RS 3 LMS TCR | HUN | HUN | HOC | HOC | SPA | SPA | RBR | RBR | OSC | OSC | CAT | CAT | MNZ | MNZ | 3.       | 234  |
| 2019 | Team WRT | Audi RS 3 LMS TCR | Ki  | 6   | 6   | 5   | 2   | 24  | Ki  | 7   | 15  | 5   | 3   | 17  | 4   | 6   | 3.       | 234  |

† A versenyt nem fejezte be, de helyezését értékelték, mert a versenytáv több, mint 75%-át teljesítette.

### Teljes WTCR-es eredménysorozata
| Év   | Csapat                     | Autó             | 1   | 1   | 2   | 2   | 3   | 3   | 3   | 4   | 4   | 4   | 5   | 5   | 5   | 6   | 6   | 6   |     |     | Helyezés | Pont |
| 2020 | Cyan Performance Lynk & Co | Lynk & Co 03 TCR | BEL | BEL | GER | GER | SVK | SVK | SVK | HUN | HUN | HUN | ESP | ESP | ESP | ARA | ARA | ARA |     |     | 6.       | 169  |
| ---- | -------------------------- | ---------------- | --- | --- | --- | --- | --- | --- | --- | --- | --- | --- | --- | --- | --- | --- | --- | --- | --- | --- | -------- | ---- |
| 2020 | Cyan Performance Lynk & Co | Lynk & Co 03 TCR | 6   | 34  | Ki  | 10  | 15  | 15  | 8   | 7   | 4   | Ki  | 2   | 3   | 23  | 9   | Hn  | 1   |     |     | 6.       | 169  |
|      |                            |                  | 1   | 1   | 2   | 2   | 3   | 3   | 4   | 4   | 5   | 5   | 6   | 6   | 7   | 7   | 8   | 8   | 9   | 9   |          |      |
| 2021 | Cyan Performance Lynk & Co | Lynk & Co 03 TCR | GER | GER | POR | POR | ESP | ESP | HUN | HUN | CZE | CZE | FRA | FRA | ITA | ITA | RUS | RUS |     |     | 5.       | 167  |
| 2021 | Cyan Performance Lynk & Co | Lynk & Co 03 TCR | 3   | 5   | 3   | 5   | 12  | Ki  | 73  | 12  | 11  | Ki  | 15  | 34  | 12  | 13  | 93  | Ki  |     |     | 5.       | 167  |
| 2022 | Cyan Performance Lynk & Co | Lynk & Co 03 TCR | FRA | FRA | GER | GER | HUN | HUN | ESP | ESP | POR | POR | ITA | ITA | ALS | ALS | BHR | BHR | KSA | KSA | 8.       | 137  |
| 2022 | Cyan Performance Lynk & Co | Lynk & Co 03 TCR | 7   | 2   | T3  | T   | 8   | 1   | 8   | 3   | 1   | 10  | Ni  | Ni  | Vi  | Vi  | Vi  | Vi  | Vi  | Vi  | 8.       | 137  |

† A versenyt nem fejezte be, de helyezését értékelték, mert a versenytáv több, mint 75%-át teljesítette.